# تشنتوريبي

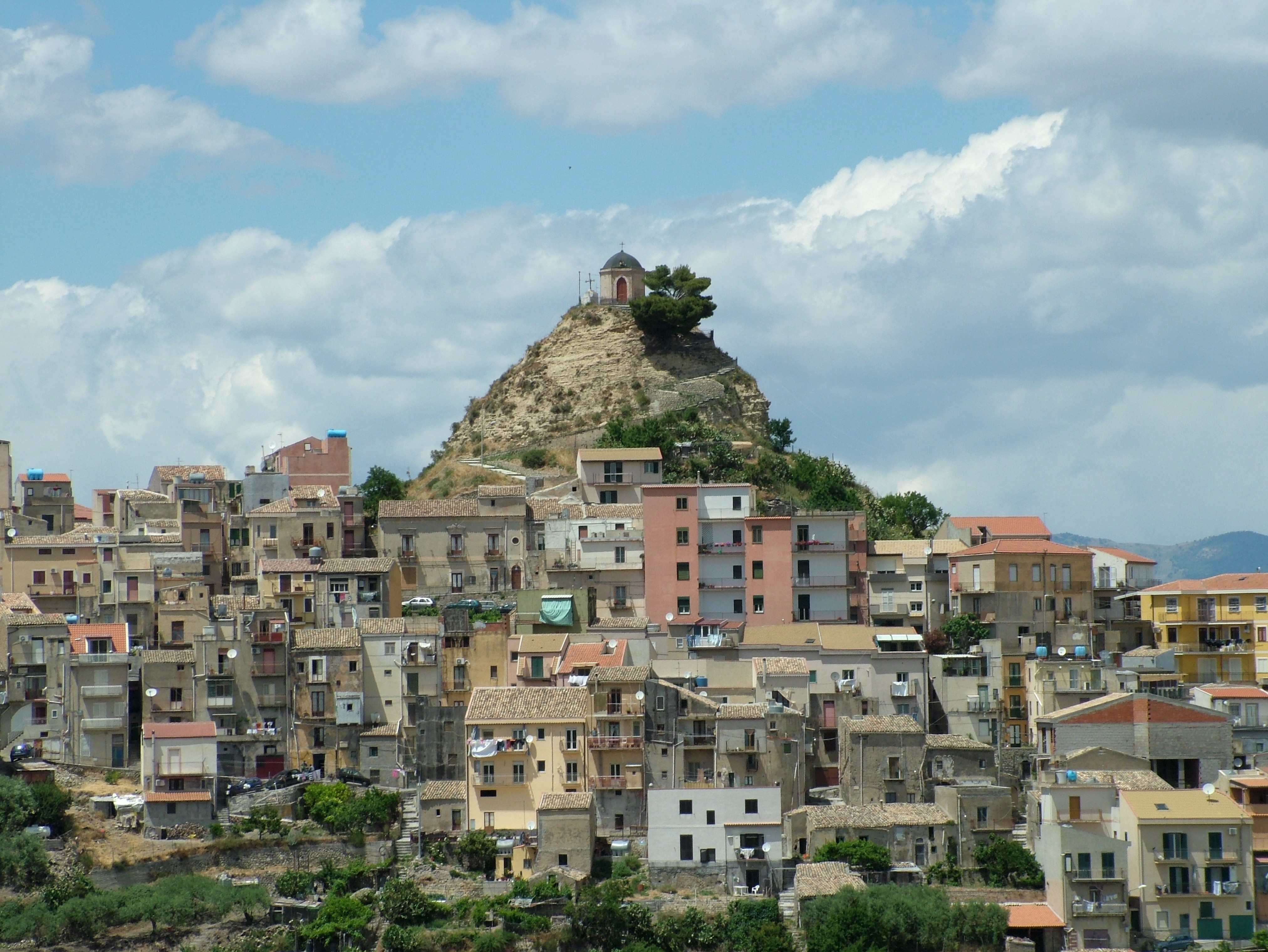
شنتورب

تشنتوريبي (بالإيطالية: Centuripe)‏ أو شَنتورِب هي قرية وبلدية في مقاطعة إنا (صقلية في جنوب إيطاليا). تقع المدينة على بعد 61 كم من إنا، في الريف الجبلي بين نهري ديتاينو وسالسو. يُطلق عليها اسم "شرفة صقلية"

## السكان
في سنة 1861 بلغ عدد السكان 7٬112 نسمة، وتطور العدد ليصل في سنة 2011 لـ 5٬599 نسمة.
يظهر هذا المخطط البياني تطور النمو السكاني لـ تشنتوريبي

## الصورة الجوية

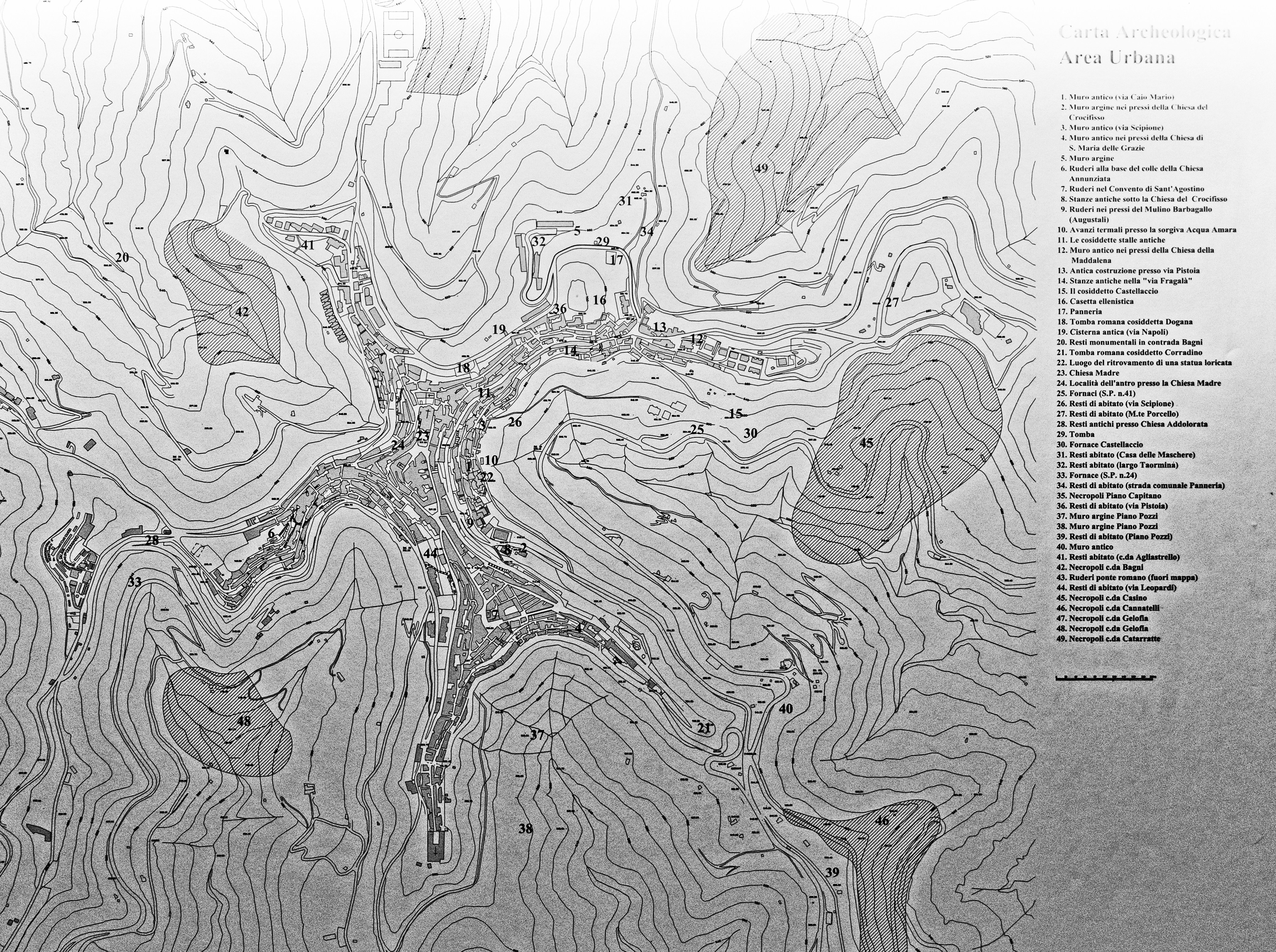
الخريطة الاثرية للمنطقة

عرفت المنطقة عالميا عبر صوةر جوية لمصور حيث ظهرت على شكل انسان (يدين وجذع وقدمين)، حيث تمكن المصور الإيطالي بيو أندري بيري من التقاط صورًا جوية مثيرة للدهشة لقرية صغيرة في جزيرة صقلية الإيطالية بواسطة كاميرا طائرة لأول مرة، والتي تظهر على هيئة رجل ممدود الذراعين والرجلين.